# Hannah Montana (sezonul 1)
Primul sezon al serialului Hannah Montana a apărut în România pe TVR 1 pe 3 iulie 2007, iar apoi pe Jetix în blocul de seriale "Starurile Disney" la data de 15 august 2008, apoi continuând pe Disney Channel din 21 septembrie 2009 până în prezent. Sezonul include 26 de episoade în care sunt prezentate cele cinci personaje principale si situația lui Miley Stewart care trăia o viață dublă ca un tânăr star pop. Tot în acest sezon sunt prezentate personaje secundare ca Roxy, Jake Ryan și Rico.

Melodia sezonului a fost realizată pe 24 octombrie 2006 cu numele "Best of Both Worlds". Sezonul a fost de asemeni apărut pe DVD la data de 18 noiembrie 2008 de Disney DVD.

## Producție
Hannah Montana a apărut prima oară în România pe TVR 1 3 iulie 2007, apoi pe Jetix pe 15 august 2008 cu episodul "Lilly, Do You Want to Know A Secret?" ("Lilly, Vrei Să Știi Un Secret?") și s-a terminat cu "Bad Moose Rising" ("Răul elan se înalță"). Sezonul are 26 de episoade care durează aproximativ 23 de minute fiecare episod.

## În România
În România, seria 1 a fost difuzată în premieră pe TVR 1, începând cu iulie 2007, în fiecare sâmbătă. În limba română este difuzată pe Jetix, de la data de 15 august 2008. Pe dvd uri a fost lansată în aprilie 2009.

## Episoade
| # | Titlu | Regizat de                                | Scris de                                             | Premiere                                      |
| 1 | "Lilly, vrei să știi un secret?" "Lilly, do you wanna know a secret?"                                                      | Michael Poryes Rich Correll Barry O'Brien | Lee Shallat Chemel                                   | 24 martie 2006" 3 iulie 2007 (TVR)            |
| În episodul de început, Lilly cumpără două bilete (pentru Miley și ea) ca să vadă un concert cu Hannah Montana. Deoarece Miley era în secret Hannah Montana, spune că nu poate să meargă, dar mai tarziu Lilly află secretul ei. Jackson decide să se folosească de faima lui Hannah ca să se întâlnească cu cineva. Staruri invitate - Matt Winston, Corbin Bleu, Shanica Knowles și Anna Maria Perey de Tagle | |                                           |                                                      |                                               |
| 2 | "Miley și Guma de Mestecat" "Miley get your gum"                                                                           | Michael Poryes                            | David Kendall                                        | 31 martie 2006" 10 iulie 2007                 |
| Când iubirea lui Oliver pentru Hannah Montana este dusă la extrem, Miley și Lilly ia o decizie să facă ceva, dar planul lor este eșuat cu rezultatul că Miley i-a spus secretul lui Oliver. Între timp, Jackson cumpără o "mașină de fete" fără să realizeze înainte să vină acasă. Staruri invitate - Andre Jamal Kinney și Paul Vogt Melodie prezentă în episod - Hannah Montana - Just Like You | |                                           |                                                      |                                               |
| 3 | "Superspioni" "She's a supersneak"                                                                                         | Kim Friese                                | David Kendall                                        | 7 aprilie 2006" 17 iulie 2007                 |
| Miley și Jackson se furișează afară din casă ca să mearga la un film, și descoperă că Robby este în secret la o întâlnire cu o agentă imobiliară. Miley înfuriată, se folosește de Hannah Montana ca să afla de relația lor. Staruri invitate - Andre Jamal Kinney și Lindsey Stoddart Melodii prezente în episod - "Pumpin' Up The Party Now" - Hannah Montana, Miley Cyrus - "I Miss You" | |                                           |                                                      |                                               |
| 4 | "Nu Te Pot să te fac să o iubești pe Hannah, Dacă Nu Vrei" "I Can't Make You Love Hannah if You Don't"                     | Roger S. Christansen                      | Kim Friese                                           | 14 aprilie 2006" 24 iulie 2007                |
| Miley acceptă să se întâlnească cu un băiat la un concert Hannah Montana, unde ea trebuie să fie în două locuri în același timp. Între timp, Jackson se îndrăgostește de sora lui Cooper, Olivia care face ca relația dintre Jackson și Cooper să fie una bună. Staruri invitate - Andre Jamal Kinney, Rae'Ven Larrymore Kelly și Daniel Samonas Melodii prezente în episod - Hannah Montana - The Other Side of Me (Altă parte a mea) | |                                           |                                                      |                                               |
| 5 | "Este petrecerea mea și o să mint dacă vreau" "It's My Party and I'll Lie if I Want To"                                    | Roger S. Christansen                      | Douglas Lieblein                                     | 21 aprilie 2006" 31 iulie 2007                |
| După ce Traci a cunoscut-o pe Lola, ea o invită pe Hannah la ziua de naștere a lui Kelly Clarkson dar insistă să nu o ia pe Lola pentru comportamentul ei "ciudat" când s-au întâlnit. Între timp, Jackson acceptă ca un student pe nume Nina să practice stilul ei de tunsoare în schimbul unei întâlniri - până află ca Nina era pusă de Rico. Staruri invitate - Moises Arias, Alison Brie, și Romi Dames Melodii prezente în episod - Hannah Montana - Just Like You (Doar ca tine) | |                                           |                                                      |                                               |
| 6 | "Bunico, nu fă diferențe între copiii tăi" "Grandma Don't Let Your Babies Grow Up to Be Favorites"                         | Roger S. Christiansen                     | Douglas Lieblein                                     | 28 aprilie 2006" 7 august 2007                |
| Hannah se pregătește să cânte pentru Regina Britaniei și nepoata sa. Între timp, bunica ei (Vicki Lawrence) rănește sentimentele lui Miley deoarece ea îi dădea toata atenția lui Jackson, deoarece el participa la un turneu de volei important. Vedete invitate - Vicki Lawrence și Patrick Kerr Melodii prezente în episod - Hannah Montana - The other side of me (Altă parte a mea) | |                                           |                                                      |                                               |
| 7 | "Este o lume a manechinelor" "It's a Mannequin's World"                                                                    | Roger S. Christiansen                     | Howard Meyers                                        | 12 mai 2006" 14 august 2007                   |
| Miley pune la cale o schemă elaborată în care ea se preface întrun manechin Hannah Montana dintr-un magazin de haine pentru a alege o bluză pentru cadoul ei dat de tatăl ei deoarece împlinea 14 ani. Dar planul ei nu funcționează, așa că se alege cu un plovăr roz cu o pisica pe el care miaună. Între timp, Jackson îi cumpără lui Miley un tort și încearcă fără succes să fie neatins pentru ziua lui Miley. Al doilea tort a fost distrus, dar Cooper vine la el și îi spune că este un bucătar bun și îi face lui Miley alt tort care li acesta a fost distru când a fost aruncat în fața lui Amber și Ashley. Staruri invitate - Andre Jamal Kinney, Frances Callier, Shanica Knowles, Noah Cyrus, și Anna Maria Perez de Tagle | |                                           |                                                      |                                               |
| 8 | "Iubirea mascotei" "Mascot Love"                                                                                           | Roger S. Christiansen                     | Sally Lapiduss                                       | 26 mai 2006" 21 august 2007                   |
| Pentru a petrece mai mult timp împreună, Miley și Lily încearcă să se alăture echipei de majorete, dar doar Lily reușește, Miley devenind mascotă. Neavând ce face, Robby îl plătește pe Jackson să reopare chiuveta, el reușind cu succes. Staruri invitate - Shanica Knowles, Anna Maria Perez de Tagle, Shenika Williams Melodie prezentă în episod - Hannah Montana - Pumpin` Up The Party | |                                           |                                                      |                                               |
| 9 | "Ooo, Ooo, Femeie Însoțită de mâncărime" "Ooo, Ooo, Itchy Woman"                                                           | David Kendall                             | Gary Dontzig Steven Peterman                         | 10 iunie 2006" 28 august 2007                 |
| Într-o excursie cu clasa Miley, Lilly și Oliver decid să joace farse lui Amber și Ashley, dar planul eșuează și Hannah prinde poțiunea oak; Jackson și Robby încearcă să prindă un șoarece. Staruri invitate - Shanica Knowles, Anna Maria Perez de Tagle, Cooper Thornton, Rich Pierrelouis și Creagen Dow Melodii prezente în serial - Hannah Montana - The Other Side of Me | |                                           |                                                      |                                               |
| 10 | "O spune, Poți ține minte cuvintele?" "O Say, Can You Remember the Words?"                                                 | Lee Shallat Chemel                        | Sally Lapiduss                                       | 30 iunie 2006" 4 septembrie 2007              |
| Miley colaborează cu Oliver pentru ora de teatru, dar frica de scenă a lui Oliver o face pe Miley să uite versurile pentru emisiune The Star-Spangled Banner la TV; Jackson capătă o dependență pentru zahăr. Staruri invitate - Moises Arias, Noah Cyrus și Greg Baker Melodii prezente în episod - Hannah Montana - This is the life și Who Said. | |                                           |                                                      |                                               |
| 11 | "Oops! M-am amestecat din nou!" "Oops! I Meddled Again!"                                                                   | Chip Hurd                                 | Lisa Albert                                          | 15 iulie 2006" 11 septembrie 2007             |
| Hannah primește o scrisoare de la o fată care îl place pe Oliver, Miley folosindu-se de această informație ca să îl ajute pe Oliver; Rico îl face pe Jackson să se îmbrace ca o găină ca să facă reclamă noilor aripioare de pui ale lui Rico. Robby Ray îi pregătește lui Miley o noua melodie. Staruri invitate - Andre Jamal Kinney, Moises Arias, și Kirby Bliss Blanton | |                                           |                                                      |                                               |
| 12 | "Pe Drum Iar?" "On The Road Again?" (Partea a treia a "That's So Suite Life of Hannah Montana")                            | Roger S. Christiansen                     | Steven James Meyer                                   | 28 iulie 2006" 12 iunie 2008                  |
| Hannah devine prietenă cu Maddie Fitzpatrick la Tipton, care o informează cât de faimos era Robbie Ray și pretinde că Hannah îl "ține înapoi". Asta o face pe Miley să se simtă vinovată pentru că îl forțează să nu mai cânte pentru Hannah, așa că îl face din nou ce era, prin contactarea m'fostului lui manager care îi aranjează câteva conerte. Staruri invitate - Frances Callier, Richard Portnow și Ashley Tisdale Notă - Serialul face parte din That's So Suite Life of Hannah Montana | |                                           |                                                      |                                               |
| 13 | "Ești așa încrezută, Probabil Crezi Că Acest Coș Este al tau" " "You're So Vain, You Probably Think This Zit is About You" | Chip Hurd                                 | Todd J. Greenwald                                    | 12 august 2006" 13 iunie 2008                 |
| Miley încearcă, dar eșuează, să nu își facă griji de un defavorabil panou cu Hannah Montana și speră că o face pe Lily să se simtă mai puțin timidă în a purta ochelari; Jackson este păcălit de Rico să devină asistenta magică a lui. Staruri invitate - Lisa Arch, Moises Arias, Creagan Dow, Gena DeVivo și Destiny Edmond Melodii prezente în episod - Hannah Montana - This Is The Life | |                                           |                                                      |                                               |
| 14 | "Un Nou Copil În Școală" "New Kid In School"                                                                               | Kenneth Shapiro                           | Todd J. Greenwald                                    | 18 august 2006" 19 iunie 2008                 |
| Superstarul Jake Ryan din serialul "Zombie High" vine în școala lui Miley. Ea devine geloasă de cum este tratată la școală deoarece faima lui a avut ca rezultat că i-a spus unui reporter despre idenitatea ei secretă și apoi a trebuit să o convingă că este doar în capul ei. Între timp Jackson zgârie noua mașină a lui Robby deoarece el a vrut să o scoată pe o fată la întâlnire dar și Robby i-a rupt ușa din față a vechii mașini a lui Jackson. Staruri invitate - Gwendoline Yeo, Cody Linley, Greg Baker, Shanica Knowles, Anna Maria Perez de Tagle, Jack Taylor, și Jay Brian Winnick | |                                           |                                                      |                                               |
| 15 | "Mai Mult Decât Un Zombie pentru Mine" "More Than a Zombie to Me"                                                          | Roger S. Christiansen                     | Steven Peterman                                      | 8 septembrie 2006" 20 iunie 2008              |
| Jake o întreabă pe Miley dacă merge cu el la balul școlii de trei ori, iar ea nu îi dă un răspuns niciodată. După Hannah este invitată la showul lui Jake și aproape era să îl sărute. Miley realizează că simte ceva pentru el, așa că încearcă să îi zică că vrea să meargă cu el la bal, însă a luat-o deja pe Lilly. Robby și Jackson își fac farse unul celuilalt ca să vadă cine e cel mai mare păcălitor. Staruri invitate - Cody Linley, Blake Berris, Dollar Tan, Jason Thornton | |                                           |                                                      |                                               |
| 16 | "Al Naibii de Bună, Doamnă Dolly " "Good Golly, Miss Dolly"                                                                | Roger S. Christiansen                     | Sally Lapiduss                                       | 29 septembrie 2006" 28 august 2008            |
| Când nana lui Miley, Dolly Parton, vizitează Malibu, din greșeală înregistrează o casetă în care Miley zicea că e super-îndrăgostită de Jake iar apoi Oliver mixează înregistrarea lui pe care Jake trebuie să o editeze. Mătușa Dolly le face casa mai roz și feminină. Staruri invitate - Dolly Parton, Cody Linley, Donovan Scott, Shanica Knowles, Anna Maria Perez de Tagle și Summer Bishil Melodii prezente în episod - Hannah Montana - If We Were A Movie, Who Said | |                                           |                                                      |                                               |
| 17 | "Diferența dintre două Hannah" "Torn Between Two Hannahs"                                                                  | Roger S. Christiansen                     | Todd J. Greenwald Valerie Ahern Christian McLaughlin | 14 octombrie 2006" 30 septembrie 2008 (Jetix) |
| Verișoara rea a lui Miley, Luann îi vizitează din Tennessee, și se deghizează ca Hannah ca să îi spună secretul lui Miley la petrecerea de Halloween a lui Traci Van Home. Între timp, Robby și Jackson decorează casa lor ca să arate mai înfricoșătoare decât a lui Dontzig. Staruri invitate - Peter Allen Vogt, Romi Dames, Noah Cyrus Melodii prezente în episod - Hannah Montana - The Other Side of Me, The Best of Both Worlds, I Got Nerve, Pumpin Up The Party și un cântec pierdut Not This Girl, Billy Ray Cyrus - Stand Notă: La sfârșit domnul Dontzig ia bolul de bomboane dar apoi este văzut în același loc când iese din casă.                                                                                           | |                                           |                                                      |                                               |
| 18 | "Persoane care se folosesc de persoane" "People who use people"                                                            | Shannon Flynn                             | Michael Poryes                                       | 3 noiembrie 2006" Septembrie 2008             |
| Miley și Jake se întâlnesc cu alte persoane ca să se facă geloși unul pe celălalt. Jackson se folosește de Robby ca să ia un 10 la ora de matematică prin a-l combina pe el cu profesoara lui strictă, Doamna Kunkle. Staruri invitate - Cody Linley, Drew Osborne, Erin Matthews, Gary Pease | |                                           |                                                      |                                               |
| 19 | "Bani Pentru Nimic, Vinovăție Pe Gratis " "Money for Nothing, Guilt for Free"                                              | Roger S. Christiansen                     | Heather Wordham                                      | 26 noiembrie 2006" Octombrie 2008             |
| Miley se folosește de Hannah Montana ca să aibă un avantaj în fața lui Amber și Ashley pentru o strângere de fonduri. Jackson încearcă să îl bată pe Robby la un joc, fară să îl mai lase să câștige. Staruri invitate - Andre Jamal Kinney, Shanica Knowles, Anna Maria Perez de Tagle, Greg Baker, Morgan York Melodii prezente în episod - Hannah Montana - Who Said | |                                           |                                                      |                                               |
| 20 | "Datorie să fie" "Debt It Be"                                                                                              | Roger S. Christiansen                     | Heather Wordham Sally Lapiduss                       | 1 decembrie 2006" Octombrie 2008              |
| Miley și Jackson primesc carduri de credit și promit că le vor folosi numai pentru "urgențe", dar Lilly o convinge să meargă la un târg de vechituri cu cardul ei de credit, și să cumpere cam tot ce e acolo. Ca să poată plăti factura, ea vinde haine folosite ale lui Hannah și accesorii care credea ea că "probabil nu le va mai purta niciodată". Când află că o pereche de cercei dintr-o ședință foto costă mai mult decât pus ea, ea și Jackson se duc la extreme și încearcă să îi ia de la o femeie bătrână care i-a cumpărat. Staruri invitate - Ellen Albertini Dow, Amir Talai, Frances Bay și Marius Mazmanian | |                                           |                                                      |                                               |
| 21 | "Iubitul Meu Jackson și O Să Aibă Probleme" "My Boyfriend's Jackson and There's Gonna Be Trouble"                          | Roger S. Christiansen                     | Andrew Green Sally Lapiduss                          | 1 ianuarie 2007" Octombrie 2008               |
| Când un tablodid face o poză în care Hannah și Jackson arată ca un cuplu, Jackson folosește avantajul în a fi "iubitul" lui Hannah pentru beneficiile lui; Oliver lucrează la un proiect de școală cu Sarah, și se sfârșește prin a plăcea-o. Staruri invitate - Romi Dames, Morgan York, Sandy Brown, Daniel Booko și Cutter Garcia Melodii prezente în episod - Hannah Montana - I Got Nerve, If We Were A Movie | |                                           |                                                      |                                               |
| 22 | "Suntem o familie -- Acum Adu-mi Niște Apă" "We Are Family---Now Get Me Some Water!"                                       | Roger S. Christiansen                     | Jay J. Demopoulos Andrew Green                       | 7 ianuarie 2007" Octombrie 2008               |
| Miley accidental îl ia pe Jackson concediat de la Rico's după ce i-a zis lui Rico să îi dea lu Jackson o mărire de salariu, așa că ea îl angajează pe el ca "asistentul personal" a lui Hannah cu rezultate dezastruase;Rico îl angajează pe Oliver în locul lui Jackson. Staruri inivitate - Moises Arias și Ray Auxais Melodii prezente în episod - Hannah Montana - I Got Nerve | |                                           |                                                      |                                               |
| 23 | "Bătăușul Școlii" "Schooly Bully"                                                                                          | Roger S. Christiansen                     | Douglas Lieblein Heather Wordham                     | 19 ianuarie 2007" Octombrie 2008              |
| Roxy se deghizează într-un student la școala lui Miley pentru a o proteja să nu fie lovită de o bătăușă; Robby și Jackson sunt înzăpeziți într-o cabină cu un proprietar ciudat (Kenneth Mars) care era un ventrilog. Staruri invitate - Kenneth Mars, Frances Callier, Jaelin Palmer și Jack Taylor Melodii prezente în episod - Hannah Montana - The Other Side Of Me | |                                           |                                                      |                                               |
| 24 | "Idolul, O Parte Din Mine " "The Idol Side of Me"                                                                          | Fred Savage                               | Douglas Lieblein                                     | 9 februarie 2007" Octombrie 2008              |
| Hannah participă la Să Cântăm Cu Starurile, un concurs în care amatorii cântă cu starurile, și Amber apare în top trei cu intenția de a o umili, mai târziu regretând. Jackson și Robby sunt enervați de câinele lui Dontzig. Staruri invitate - Shanica Knowles, Anna Maria Perez de Tagle, R. Brandon Johnson, Peter Allen Vogt, Morgan York, Jack Taylor, Alec Ledd și Christian Serratos Melodii prezente în episod - Hannah Montana - Pumpin' Up The Party, The Other Side Of Me | |                                           |                                                      |                                               |
| 25 | "Miroase Ca Un Adolescent Vândut" "Smells Like Teen Sellout"                                                               | Sheldon Epps                              | Heather Wordham                                      | 2 martie 2007" Noiembrie 2008                 |
| Hannah acceptă aprobarea unui nou parfum, dar nu poate să suporte mirosul din cauza unui accident din copilărie; Jackson participă la o emisiune de supraviețuire, dar cu rezultate dezastruase. Emisiunea se numește "Teen Wilderness Challenge". Staruri invitate - Lisa Arch, Michael Kagan și Ryan Newman | |                                           |                                                      |                                               |
| 26 | "Un Elan Rău Se Înalță" "Bad Moose Rising"                                                                                 | Roger S. Christiansen                     | Douglas Lieblein Steven James Meyer                  | 30 martie 2007" Noiembrie 2008                |
| Jackson aranjează pentru Miley o lecție cum ar fi să fie sora mai mare prin a avea grijă de nepoata lui Dontzig până când a aflat ca unchiul ei se preface; Robby trece de o răceală cu ajutorul lui Roxy și remediile ei. Staruri invitate - Frances Callier, Peter Allen Vogt și Savannah Stehlin Melodii prezente în episod - Hannah Montana - Who Said | |                                           |                                                      |                                               |